# Puchar Narodów Afryki 2025 (kwalifikacje)
Ten artykuł dotyczy trwającego lub niedawnego wydarzenia sportowego. Informacje w nim zamieszczone mogą się zmienić lub zdezaktualizować wraz z postępem zdarzenia. Początkowe doniesienia, wyniki lub statystyki mogą być niepewne. Ostatnie aktualizacje do tego artykułu mogą nie odzwierciedlać najbardziej aktualnych informacji.
W kwalifikacjach do Pucharu Narodów Afryki 2025 wezmą udział 52 afrykańskie reprezentacje państwowe. W kwalifikacjach uczestniczy reprezentacja Maroka, która posiada pewne miejsce w stawce finałowej Pucharu Narodów Afryki 2025.

## Uczestnicy
W kwalifikacjach do Pucharu Narodów Afryki 2023 wzięły udział 52 afrykańskie reprezentacje państwowe.
Jedynymi członkami CAF, którzy nie zgłosił się do udziału w turnieju są  Erytrea i  Seszele.

## Terminarz
Terminy rozegrania fazy grupowej nie są jeszcze znane.
| Runda             | Kolejka         | Daty                |
| ----------------- | --------------- | ------------------- |
| Faza eliminacyjna | Pierwsze mecze  | 20–22 marca 2024    |
| Faza eliminacyjna | Rewanżowe mecze | 26 marca 2024       |
| Faza grupowa      | 1. kolejka      | 2–10 września 2024  |
| Faza grupowa      | 2. kolejka      | 2–10 września 2024  |
| Faza grupowa      | 3. kolejka      | 7–15 września 2024  |
| Faza grupowa      | 4. kolejka      | 7–15 września 2024  |
| Faza grupowa      | 5. kolejka      | 11–19 września 2024 |
| Faza grupowa      | 6. kolejka      | 11–19 września 2024 |

## Faza eliminacyjna

### Losowanie
Pozycje w koszykach są oparte na rankingu FIFA z 15 lutego 2024 roku. Drużyny posortowane zostały jednak od najsłabszej do najlepszej (najsłabsze znajdowały się w 1. koszyku)
| Drużyny | Koszyk 1                                                                               | Koszyk 2                                                                    |
| ------- | -------------------------------------------------------------------------------------- | --------------------------------------------------------------------------- |
| Drużyny | - Somalia (198) - Dżibuti (192) - Wyspy Świętego Tomasza i Książęca (191) - Czad (181) | - Mauritius (177) - Sudan Południowy (166) - Liberia (152) - Eswatini (149) |

### Wyniki meczów
W fazie eliminacyjnej mecze rozgrywane były systemem mecz i rewanż. Osiem najniżej sklasyfikowanych drużyn zostało rozlosowanych do czterech par.
| Drużyna 1                            | Wynik dwumeczu | Drużyna 2        | Pierwszy mecz | Drugi mecz |
| ------------------------------------ | -------------- | ---------------- | ------------- | ---------- |
| Somalia                              | 2:5            | Eswatini         | 0:3           | 2:2        |
| Wyspy Świętego Tomasza i Książęca    | 1:1            | Sudan Południowy | 1:1           | 0:0        |
| Czad                                 | 3:1            | Mauritius        | 1:0           | 2:1        |
| Dżibuti                              | 0:2            | Liberia          | 0:2           | 0:0        |
| Po lewej gospodarz pierwszego meczu. |                |                  |               |            |

| 20 marca 2024 20:00 CET | Somalia | 0:3(0:2)Raport | Eswatini · 33' Figuareido · 45+3' Ndzinisa · 56' Thwala | Stade El Abdi, Al-Dżadida |
|                         |         |                |                                                         |                           |

| 26 marca 2024 14:00 CET | Eswatini · Ndzinisa 48' · Matsebula 50' | 2:2(0:0)Raport | Somalia · 77', 86' Awad | Mbombela Stadium, Nelspruit |
|                         |                                         |                |                         |                             |

 Eswatini wygrało w dwumeczu 5:2 i awansuje fazy grupowej eliminacji.
| 22 marca 2024 20:00 CET | Wyspy Świętego Tomasza i Książęca · Leal 50' | 1:1(0:0)Raport | Sudan Południowy · 78' Dhata | Stade Municipal de Berkane, Barkan |
|                         |                                              |                |                              |                                    |

| 26 marca 2024 20:00 CET | Sudan Południowy | 0:0(0:0)Raport | Wyspy Świętego Tomasza i Książęca | Stade Municipal de Berkane, Barkan |
|                         |                  |                |                                   |                                    |

 Sudan Południowy wygrał w dwumeczu 1:1 (przewagą goli strzelonych na wyjeździe) i awansuje fazy grupowej eliminacji.
| 22 marca 2024 19:00 CET | Czad · Thiam 90+3' | 1:0(0:0)Raport | Mauritius | Stade Ahmadou Ahidjo, Jaunde |
|                         |                    |                |           |                              |

| 26 marca 2024 16:00 CET | Mauritius · Villeneuve 45' | 1:2(1:0)Raport | Czad · 74' Hiver · 90' Hissein | National Sports Complex Pitch 1, Saint-Pierre |
|                         |                            |                |                                |                                               |

 Czad wygrał w dwumeczu 3:1 i awansuje fazy grupowej eliminacji.
| 20 marca 2024 20:00 CET | Dżibuti | 0:2(0:2)Raport | Liberia · 21' (k) Sangare · 35' Dorley | Stade de Marrakech, Marrakesz |
|                         |         |                |                                        |                               |

| 26 marca 2024 17:00 CET | Liberia | 0:0(0:0)Raport | Dżibuti | Samuel Kanyon Doe Sports Complex, Monrovia |
|                         |         |                |         |                                            |

 Liberia wygrała w dwumeczu 2:0 i awansuje fazy grupowej eliminacji.

## Faza grupowa

### Losowanie
Losowanie fazy grupowej miało miejsce 4 lipca 2024 w Johannesburgu. 48 zespołów podzielonych zostało na 4 koszyki po 12 drużyn w każdym. Miejsce danej reprezentacji w konkretnym koszyku było uzależnione od jej miejsca w rankingu FIFA, aktualnego wówczas na czerwiec 2024. Drużyny rozlosowano pomiędzy 12 grup, w których znajdowały się po 4 drużyny.
|         | Koszyk 1 | Koszyk 2 | Koszyk 3 | Koszyk 4 |
| ------- | --- | --- | --- | --- |
| Drużyny | - Maroko (12) - Senegal (18) - Egipt (36) - Wybrzeże Kości Słoniowej (37) - Nigeria (38) - Tunezja (41) - Algieria (44) - Kamerun (49) - Mali (50) - Południowa Afryka (59) - Demokratyczna Republika Konga (61) - Ghana (64) | - Republika Zielonego Przylądka (65) - Burkina Faso (67) - Gwinea (77) - Gabon (83) - Gwinea Równikowa (89) - Zambia (90) - Benin (91) - Angola (92) - Uganda (94) - Namibia (97) - Mozambik (103) - Madagaskar (104) | - Kenia (108) - Mauretania (112) - Kongo (113) - Tanzania (114) - Gwinea Bissau (115) - Libia (118) - Komory (119) - Togo (120) - Sudan (121) - Sierra Leone (122) - Malawi (125) - Republika Środkowoafrykańska (127) | - Niger (128) - Zimbabwe (129) - Rwanda (131) - Gambia (132) - Burundi (140) - Liberia (142) - Etiopia (143) - Botswana (145) - Lesotho (149) - Eswatini (154) - Sudan Południowy (167) - Czad (178) |

### Zasady
42 drużyny z koszyków 1-4 i sześciu zwycięzców pierwszej rundy zagra w tym etapie. Każda drużyna zmierzy się z pozostałymi drużynami dwukrotnie raz jako gospodarz i raz jako gość. Zwycięzcy każdej grupy, a także drużyny z drugich miejsc kwalifikują się do finałów. Wyjątek stanowi grupa B w której awans uzyska jedynie najwyżej sklasyfikowana drużyna (oprócz Maroka, które ma zapewniony awans jako gospodarz).
W przypadku gdy dwie lub więcej drużyn uzyskają tę samą liczbę punktów, o awansie decydują kolejno kryteria określone przez CAF:
Gdy dokładnie dwie drużyny mają tyle samo punktów, o awansie decyduje:
1. Liczba punktów zdobytych przez drużyny w bezpośrednich spotkaniach między nimi;
2. Bilans bramek obu drużyn w meczach między zainteresowanymi zespołami;
3. Liczba bramek strzelonych na wyjeździe w bezpośrednich starciach;
4. Bilans bramek obu drużyn we wszystkich spotkaniach grupowych;
5. Liczba strzelonych bramek we wszystkich meczach w grupie;
6. Losowanie

Gdy więcej niż dwie drużyny mają tyle samo punktów, o awansie decyduje:
1. Liczba punktów zdobytych przez drużyny w bezpośrednich meczach rozegranych między nimi;
2. Bilans bramek drużyn w bezpośrednich meczach rozegranych między nimi;
3. Liczba zdobytych bramek przez drużyny w bezpośrednich meczach rozegranych między nimi;
4. Liczba bramek strzelonych w meczach wyjazdowych w bezpośrednich meczach rozegranych między nimi;
5. Jeżeli po rozpatrzeniu punktów 1-4 dwie drużyny ciągle zajmują ex-aequo jedno miejsce, punkty 1) do 4) rozpatruje się ponownie dla tych dwóch drużyn, aby ostatecznie ustalić ich pozycje w grupie. Jeśli ta procedura nie wyłoni zwycięzcy, stosuje się po kolei punkty od 6 do 9;
6. Bilans bramek we wszystkich meczach w grupie;
7. Liczba strzelonych bramek we wszystkich meczach w grupie;
8. Liczba bramek strzelonych na wyjeździe we wszystkich meczach w grupie;
9. Losowanie

### Grupa A
| Lp. | Drużyna    | M | Z | R | P | B+ | B- | +/– | Pkt | Kwalifikacja      |
| --- | ---------- | - | - | - | - | -- | -- | --- | --- | ----------------- |
| 1   | Komory     | 6 | 3 | 3 | 0 | 7  | 4  | +3  | 12  | Awans na PNA 2025 |
| 2   | Tunezja    | 6 | 3 | 1 | 2 | 7  | 6  | +1  | 10  | Awans na PNA 2025 |
| 3   | Gambia     | 6 | 2 | 2 | 2 | 6  | 6  | 0   | 8   |                   |
| 4   | Madagaskar | 6 | 0 | 2 | 4 | 4  | 8  | −4  | 2   |                   |

|            | Tunezja | Madagaskar | Komory | Gambia |
| ---------- | ------- | ---------- | ------ | ------ |
| Tunezja    | X       | 1:0        | 0:1    | 0:1    |
| Madagaskar | 2:3     | X          | 1:1    | 1:1    |
| Komory     | 1:1     | 1:0        | X      | 1:1    |
| Gambia     | 1:2     | 1:0        | 1:2    | X      |

### Grupa B
| Lp. | Drużyna                      | M | Z | R | P | B+ | B- | +/– | Pkt | Kwalifikacja      |
| --- | ---------------------------- | - | - | - | - | -- | -- | --- | --- | ----------------- |
| 1   | Maroko                       | 6 | 6 | 0 | 0 | 25 | 2  | +23 | 18  | Awans na PNA 2025 |
| 2   | Gabon                        | 6 | 3 | 1 | 2 | 7  | 9  | −2  | 10  | Awans na PNA 2025 |
| 3   | Lesotho                      | 6 | 1 | 1 | 4 | 2  | 13 | −11 | 4   |                   |
| 4   | Republika Środkowoafrykańska | 6 | 1 | 0 | 5 | 3  | 13 | −10 | 3   |                   |

|                              | Maroko | Gabon | Republika Środkowoafrykańska | Lesotho |
| ---------------------------- | ------ | ----- | ---------------------------- | ------- |
| Maroko                       | X      | 4:1   | 4:0                          | 7:0     |
| Gabon                        | 1:5    | X     | 2:0                          | 0:0     |
| Republika Środkowoafrykańska | 0:4    | 0:1   | X                            | 3:1     |
| Lesotho                      | 0:1    | 0:2   | 1:0                          | X       |

### Grupa C
| Lp. | Drużyna                       | M | Z | R | P | B+ | B- | +/– | Pkt | Kwalifikacja      |
| --- | ----------------------------- | - | - | - | - | -- | -- | --- | --- | ----------------- |
| 1   | Egipt                         | 6 | 4 | 2 | 0 | 12 | 2  | +10 | 14  | Awans na PNA 2025 |
| 2   | Botswana                      | 6 | 2 | 2 | 2 | 4  | 7  | −3  | 8   | Awans na PNA 2025 |
| 3   | Mauretania                    | 6 | 2 | 1 | 3 | 3  | 6  | −3  | 7   |                   |
| 4   | Republika Zielonego Przylądka | 6 | 1 | 1 | 4 | 3  | 7  | −4  | 4   |                   |

|                               | Egipt | Republika Zielonego Przylądka | Mauretania | Botswana |
| ----------------------------- | ----- | ----------------------------- | ---------- | -------- |
| Egipt                         | X     | 3:0                           | 2:0        | 1:1      |
| Republika Zielonego Przylądka | 1:1   | X                             | 2:0        | 0:1      |
| Mauretania                    | 0:1   | 1:0                           | X          | 1:0      |
| Botswana                      | 0:4   | 1:0                           | 1:1        | X        |

### Grupa D
| Lp. | Drużyna | M | Z | R | P | B+ | B- | +/– | Pkt | Kwalifikacja      |
| --- | ------- | - | - | - | - | -- | -- | --- | --- | ----------------- |
| 1   | Nigeria | 6 | 3 | 2 | 1 | 9  | 3  | +6  | 11  | Awans na PNA 2025 |
| 2   | Benin   | 6 | 2 | 2 | 2 | 7  | 7  | 0   | 8   | Awans na PNA 2025 |
| 3   | Rwanda  | 6 | 2 | 2 | 2 | 6  | 9  | −3  | 8   |                   |
| 4   | Libia   | 6 | 1 | 2 | 3 | 2  | 5  | −3  | 5   |                   |

|         | Nigeria | Benin | Libia | Rwanda |
| ------- | ------- | ----- | ----- | ------ |
| Nigeria | X       | 3:0   | 1:0   | 1:2    |
| Benin   | 1:1     | X     | 2:1   | 3:0    |
| Libia   | 0:3     | 0:0   | X     | 1:1    |
| Rwanda  | 0:0     | 2:1   | 0:1   | X      |

### Grupa E
| Lp. | Drużyna          | M | Z | R | P | B+ | B- | +/– | Pkt | Kwalifikacja      |
| --- | ---------------- | - | - | - | - | -- | -- | --- | --- | ----------------- |
| 1   | Algieria         | 6 | 5 | 1 | 0 | 16 | 2  | +14 | 16  | Awans na PNA 2025 |
| 2   | Gwinea Równikowa | 6 | 2 | 2 | 2 | 5  | 8  | −3  | 8   | Awans na PNA 2025 |
| 3   | Togo             | 6 | 1 | 2 | 3 | 7  | 10 | −3  | 5   |                   |
| 4   | Liberia          | 6 | 1 | 1 | 4 | 4  | 12 | −8  | 4   |                   |

|                  | Algieria | Gwinea Równikowa | Togo | Liberia |
| ---------------- | -------- | ---------------- | ---- | ------- |
| Algieria         | X        | 2:0              | 5:1  | 5:1     |
| Gwinea Równikowa | 0:0      | X                | 2:2  | 1:0     |
| Togo             | 0:1      | 3:0              | X    | 1:1     |
| Liberia          | 0:3      | 1:2              | 1:0  | X       |

### Grupa F
| Lp. | Drużyna | M | Z | R | P | B+ | B- | +/– | Pkt | Kwalifikacja      |
| --- | ------- | - | - | - | - | -- | -- | --- | --- | ----------------- |
| 1   | Angola  | 6 | 4 | 2 | 0 | 7  | 2  | +5  | 14  | Awans na PNA 2025 |
| 2   | Sudan   | 6 | 2 | 2 | 2 | 4  | 6  | −2  | 8   | Awans na PNA 2025 |
| 3   | Niger   | 6 | 2 | 1 | 3 | 7  | 6  | +1  | 7   |                   |
| 4   | Ghana   | 6 | 0 | 3 | 3 | 3  | 7  | −4  | 3   |                   |

|        | Ghana | Angola | Sudan | Niger |
| ------ | ----- | ------ | ----- | ----- |
| Ghana  | X     | 0:1    | 0:0   | 1:2   |
| Angola | 1:1   | X      | 2:1   | 2:0   |
| Sudan  | 2:0   | 0:0    | X     | 1:0   |
| Niger  | 1:1   | 0:1    | 4:0   | X     |

### Grupa G
| Lp. | Drużyna                  | M | Z | R | P | B+ | B- | +/– | Pkt | Kwalifikacja      |
| --- | ------------------------ | - | - | - | - | -- | -- | --- | --- | ----------------- |
| 1   | Zambia                   | 6 | 4 | 1 | 1 | 7  | 4  | +3  | 13  | Awans na PNA 2025 |
| 2   | Wybrzeże Kości Słoniowej | 6 | 4 | 0 | 2 | 12 | 3  | +9  | 12  | Awans na PNA 2025 |
| 3   | Sierra Leone             | 6 | 1 | 2 | 3 | 5  | 10 | −5  | 5   |                   |
| 4   | Czad                     | 6 | 0 | 3 | 3 | 1  | 8  | −7  | 3   |                   |

|                          | Wybrzeże Kości Słoniowej | Zambia | Sierra Leone | Czad |
| ------------------------ | ------------------------ | ------ | ------------ | ---- |
| Wybrzeże Kości Słoniowej | X                        | 2:0    | 4:1          | 4:0  |
| Zambia                   | 1:0                      | X      | 3:2          | 0:0  |
| Sierra Leone             | 1:0                      | 0:2    | X            | 0:0  |
| Czad                     | 0:2                      | 0:1    | 1:1          | X    |

### Grupa H
| Lp. | Drużyna                       | M | Z | R | P | B+ | B- | +/– | Pkt | Kwalifikacja      |
| --- | ----------------------------- | - | - | - | - | -- | -- | --- | --- | ----------------- |
| 1   | Demokratyczna Republika Konga | 6 | 4 | 0 | 2 | 7  | 3  | +4  | 12  | Awans na PNA 2025 |
| 2   | Tanzania                      | 6 | 3 | 1 | 2 | 5  | 4  | +1  | 10  | Awans na PNA 2025 |
| 3   | Gwinea                        | 6 | 3 | 0 | 3 | 9  | 5  | +4  | 9   |                   |
| 4   | Etiopia                       | 6 | 1 | 1 | 4 | 3  | 12 | −9  | 4   |                   |

|                               | Demokratyczna Republika Konga | Gwinea | Tanzania | Etiopia |
| ----------------------------- | ----------------------------- | ------ | -------- | ------- |
| Demokratyczna Republika Konga | X                             | 1:0    | 1:0      | 1:2     |
| Gwinea                        | 1:0                           | X      | 1:2      | 4:1     |
| Tanzania                      | 0:2                           | 1:0    | X        | 0:0     |
| Etiopia                       | 0:2                           | 0:3    | 0:2      | X       |

### Grupa I
| Lp. | Drużyna       | M | Z | R | P | B+ | B- | +/– | Pkt | Kwalifikacja      |
| --- | ------------- | - | - | - | - | -- | -- | --- | --- | ----------------- |
| 1   | Mali          | 6 | 4 | 2 | 0 | 10 | 1  | +9  | 14  | Awans na PNA 2025 |
| 2   | Mozambik      | 6 | 3 | 2 | 1 | 9  | 5  | +4  | 11  | Awans na PNA 2025 |
| 3   | Gwinea Bissau | 6 | 1 | 2 | 3 | 4  | 6  | −2  | 5   |                   |
| 4   | Eswatini      | 6 | 0 | 2 | 4 | 2  | 13 | −11 | 2   |                   |

|               | Mali | Mozambik | Gwinea Bissau | Eswatini |
| ------------- | ---- | -------- | ------------- | -------- |
| Mali          | X    | 1:1      | 1:0           | 6:0      |
| Mozambik      | 0:1  | X        | 2:1           | 1:1      |
| Gwinea Bissau | 0:0  | 1:2      | X             | 1:0      |
| Eswatini      | 0:1  | 0:3      | 1:1           | X        |

### Grupa J
| Lp. | Drużyna  | M | Z | R | P | B+ | B- | +/– | Pkt | Kwalifikacja      |
| --- | -------- | - | - | - | - | -- | -- | --- | --- | ----------------- |
| 1   | Kamerun  | 6 | 4 | 2 | 0 | 8  | 2  | +6  | 14  | Awans na PNA 2025 |
| 2   | Zimbabwe | 6 | 2 | 3 | 1 | 6  | 4  | +2  | 9   | Awans na PNA 2025 |
| 3   | Kenia    | 6 | 1 | 3 | 2 | 4  | 7  | −3  | 6   |                   |
| 4   | Namibia  | 6 | 0 | 2 | 4 | 2  | 7  | −5  | 2   |                   |

|          | Kamerun | Namibia | Kenia | Zimbabwe |
| -------- | ------- | ------- | ----- | -------- |
| Kamerun  | X       | 1:0     | 4:1   | 2:1      |
| Namibia  | 0:0     | X       | 1:2   | 0:1      |
| Kenia    | 0:1     | 0:0     | X     | 0:0      |
| Zimbabwe | 0:0     | 3:1     | 1:1   | X        |

### Grupa K
| Lp. | Drużyna           | M | Z | R | P | B+ | B- | +/– | Pkt | Kwalifikacja      |
| --- | ----------------- | - | - | - | - | -- | -- | --- | --- | ----------------- |
| 1   | Południowa Afryka | 6 | 4 | 2 | 0 | 16 | 5  | +11 | 14  | Awans na PNA 2025 |
| 2   | Uganda            | 6 | 4 | 1 | 1 | 8  | 5  | +3  | 13  | Awans na PNA 2025 |
| 3   | Kongo             | 6 | 1 | 1 | 4 | 4  | 12 | −8  | 4   |                   |
| 4   | Sudan Południowy  | 6 | 1 | 0 | 5 | 6  | 12 | −6  | 3   |                   |

|                   | Południowa Afryka | Uganda | Kongo | Sudan Południowy |
| ----------------- | ----------------- | ------ | ----- | ---------------- |
| Południowa Afryka | X                 | 2:2    | 5:0   | 3:0              |
| Uganda            | 0:2               | X      | 2:0   | 1:0              |
| Kongo             | 1:1               | 0:1    | X     | 1:0              |
| Sudan Południowy  | 2:3               | 1:2    | 3:2   | X                |

### Grupa L
| Lp. | Drużyna      | M | Z | R | P | B+ | B- | +/– | Pkt | Kwalifikacja      |
| --- | ------------ | - | - | - | - | -- | -- | --- | --- | ----------------- |
| 1   | Senegal      | 6 | 5 | 1 | 0 | 10 | 1  | +9  | 16  | Awans na PNA 2025 |
| 2   | Burkina Faso | 6 | 3 | 1 | 2 | 10 | 7  | +3  | 10  | Awans na PNA 2025 |
| 3   | Malawi       | 6 | 1 | 1 | 4 | 6  | 11 | −5  | 4   |                   |
| 4   | Burundi      | 6 | 1 | 1 | 4 | 4  | 11 | −7  | 4   |                   |

|              | Senegal | Burkina Faso | Malawi | Burundi |
| ------------ | ------- | ------------ | ------ | ------- |
| Senegal      | X       | 1:1          | 4:0    | 2:0     |
| Burkina Faso | 0:1     | X            | 3:1    | 4:1     |
| Malawi       | 0:1     | 3:0          | X      | 2:3     |
| Burundi      | 0:1     | 0:2          | 0:0    | X       |

## Strzelcy

### 7 goli
- Brahim Díaz

### 6 gole
- Serhou Guirassy

### 4 gole
- Amine Gouiri
- Trézéguet
- Kennedy Musonda

### 3 gole
- Vincent Aboubakar
- Youssef En-Nesyri
- Teboho Mokoena
- Ryan Mendes
- Innocent Nshuti
- Habib Diarra
- Sadio Mané
- Oumar Diakité
- Jean-Philippe Krasso

### 2 gole
- Houssem Aouar
- Saïd Benrahma
- Baghdad Bounedjah
- Felício Milson
- Mabululu
- Zini
- Andréas Hountondji
- Steve Mounié
- Tumisang Orebonye
- Dango Ouattara
- Lassina Traoré
- Mahamat Thiam
- Meschak Elia
- Ibrahim Adel
- Mohamed Salah
- Sabelo Ndzinisa
- Pierre-Emerick Aubameyang
- Shavy Babicka
- Musa Barrow
- Luis Nlavo
- Youssouf M’Changama
- Rafiki Saïd
- Christopher Ibayi
- William Gibson
- Mohammed Sangare
- Yves Bissouma
- Eliesse Ben Seghir
- Abde Ezzalzouli
- Azzedine Ounahi
- Soufiane Rahimi
- Ismael Saibari
- Hakim Ziyech
- Geny Catamo
- Stanley Ratifo
- Ousseini Badamassi
- Oumar Sako
- Daniel Sosah
- Victor Osimhen
- Ademola Lookman
- Oswin Appollis
- Lyle Foster
- Patrick Maswanganyi
- Thalente Mbatha
- Iqraam Rayners
- Louis Mafouta
- Mohamed Awad
- Ebon Wajo
- Simon Msuva
- Feisal Salum
- Yaw Annor
- Kévin Denkey
- Ali Abdi
- Denis Omedi
- Franck Kessié
- Walter Musona

### 1 gol
- Muhammad Ammura
- Ramy Bensebaini
- Riyad Mahrez
- Aissa Mandi
- Adem Zorgane
- Randy Nteka
- Hassane Imourane
- Junior Olaitan
- Mohamed Tijani
- Gilbert Baruti
- Omaatla Kebatho
- Thabang Sesinyi
- Hassane Bandé
- Sacha Bansé
- Ousseni Bouda
- Issoufou Dayo
- Mohamed Konaté
- Bertrand Traoré
- Mokono Eldhino
- Jean-Claude Girumugisha
- Bienvenue Kanakimana
- Ousmane Hissein
- Amine Hiver
- Dylan Batubinsika
- Théo Bongonda
- Edo Kayembe
- Fiston Mayele
- Mostafa Fathi
- Omar Marmoush
- Taher Mohamed
- Ramy Hisham Rabia
- Justice Figuareido
- Bongwa Matsebula
- Thubelihle Mavuso
- Philani Mkhontfo
- Kwakhe Thwala
- Bereket Desta
- Kenean Markneh
- Mohammednur Nasir
- Denis Bouanga
- Rody Junior Effaghe
- Guélor Kanga
- Abdoulie Ceesay
- Alassana Jatta
- Yankuba Minteh
- Ali Sowe
- Jeremia Afriyie
- Jordan Ayew
- Alidu Seidu
- Mohamed Bayo
- Seydouba Cissé
- Abdoulaye Touré
- Mama Baldé
- Carlos Mané
- Burá Nogueira
- Jannick Buyla
- Dorian Hanza
- Iván Salvador Edú
- Christian Bassogog
- Boris Enow
- Martin Hongla
- Bryan Mbeumo
- Georges-Kévin N’Koudou
- Duke Abuya
- Jonah Ayunga
- John Avire
- Michael Olunga
- Yacine Bourhane
- Myziane Maolida
- Faïz Selemani
- Mons Bassouamina
- Chandrel Massanga
- Neo Mokhachane
- Motebang Sera
- Oscar Dorley
- Sampson Dweh
- Faisal Saleh Al Badri
- Subhi Al-Dhawi
- Fahd Al-Mesmari
- Ibrahim Amada
- Carolus Andriamahitsinoro
- Clément Couturier
- Lloyd Aaron
- Chawanangwa Kawonga
- Richard Mbulu
- Gabadinho Mhango
- Lanjesi Nkhoma
- Zeliat Nkhoma
- Kamory Doumbia
- El Bilal Touré
- Ayoub El Kaabi
- Achraf Hakimi
- Jamal Harkass
- Sidi Bouna Amar
- Aboubakary Koita
- Mouhamed Soueid
- Jérémy Villeneuve
- Dominguês
- Elias
- Ricardo Guima
- Godwin Eiseb
- Deon Hotto
- Youssouf Oumarou
- Samuel Chukwueze
- Fisayo Dele-Bashiru
- Bathusi Aubaas
- Elias Mokwana
- Thapelo Morena
- Goduine Koyalipou
- Djihad Bizimana
- Ange Mutsinzi
- Boulaye Dia
- Pape Gueye
- Nicolas Jackson
- Ismaïla Sarr
- Amadou Bakayoko
- Abu Dumbuya
- Augustus Kargbo
- Alhassan Koroma
- Hindolo Mustapha
- Mohamed Abdelrahman
- Ahmed Al-Tash
- Abo Eisa
- Mustafa Karshoum
- Joseph Dhata
- Data Elly
- Yohanna Juma
- Tito Okello
- Valentino Yuel
- Luís Leal
- Mudathir Yahya
- Roger Aholou
- Thibault Klidjé
- Kodjo Laba
- Mohamed Ali Ben Romdhane
- Sayfallah Ltaief
- Yassine Meriah
- Hamza Rafia
- Ferjani Sassi
- Aziz Kayondo
- Rogers Mato
- Jamal Mutyaba
- Bevis Mugabi
- Jude Ssemugabi
- Simon Adingra
- Emmanuel Agbadou
- Vakoun Issouf Bayo
- Nicolas Pépé
- Emmanuel Banda
- Kelvin Kampamba
- Kings Kangwa
- Khama Billiat
- Prince Dube
- Terrence Dzvukamanja
- Tawanda Maswanhise

### Gol samobójczy
- Chimwemwe Idana (dla  Burundi)
- Clement Mzize (dla  Demokratycznej Rep. Konga)